# Португалка (картина Делоне)
«Португалка» или «Большая португалка» (фр. Femme portugaise, исп. Portuguesa (la gran Portuguesa)) — картина французского художника Робера Делоне, написанная в 1916 году. Картина находится в Музее Тиссена-Борнемиса в Мадриде (коллекция Кармен Тиссен-Борнемиса).

## Описание
Первая мировая война застигла Робера и Соню Делоне на курорте Сан-Себастьян в Испании. После недолгого пребывания в Мадриде, с июня 1915 по март 1916 года, они поселились в португальской деревушке Вила-ду-Конди, неподалёку от Порту. Оба были очарованы тёплым ясным светом северной Португалии, который запечатлели в серии работ на тему деревенских рынков. Хотя Робер Делоне уже экспериментировал с беспредметной живописью в 1912—1913 годах, в отличие от таких художников как Василий Кандинский и Франтишек Купка, он не считал абстрактность самоцелью. Они также познакомились с португальскими художниками Амадеу ди Соза-Кардозу и Эдуарду Виана, на которых также оказали влияние работы Делоне.
В этой картине фигуративные абстрактные элементы комбинируются, усиливая динамизм цветовых сочетаний. Делоне достигает максимальной насыщенности цвета, с помощью техники смешивания масла и воска, к которой после отъезда из Португалии он больше не вернётся.